# Záhoří (Jindřichův Hradec-i járás)
Záhoří település Csehországban, a Jindřichův Hradec-i járásban. Záhoří Doňov, Pleše, Višňová, Újezdec és Dírná településekkel határos. Lakosainak száma 111 fő (2024. január 1.).

## Népesség
A település lakosságának változását az alábbi diagram mutatja:
| Lakosok száma | 150  | 159  | 183  | 131  | 127  | 124  | 108  | 114  | 113  | 111  |
|               | 1869 | 1900 | 1921 | 1961 | 1980 | 2011 | 2016 | 2019 | 2021 | 2024 |